# Дауге, Николай Александрович
Николай Александрович Дауге (латыш. Nikolajs Dauge; 12 августа 1894, Рига — 13 июля 1964) — латвийский пианист и музыкальный педагог. Сын Александра Дауге.
Учился в 1904—1906 гг. в Варшаве у Роберта Беккера (1845—1919), затем в 1908—1915 гг. в Московской консерватории у Карла Киппа. В годы учёбы был также близок с Григорием Катуаром и Николаем Метнером.
В 1919—1920 гг. преподавал и концертировал в Пензе. Затем вернулся в Латвию, выступал как солист и ансамблист, однако предпочитал заниматься педагогической работой. В 1920—1927, 1940—1941 и 1945—1962 гг. преподавал в Латвийской консерватории. Как отмечала в своих воспоминаниях Яутрите Путниня, сдержанность и самоуглублённость сочетались у Дауге с глубоким проникновением в творческий мир близких ему композиторов — таких, как Роберт Шуман и Александр Скрябин. Среди учеников Дауге Герман Браун и Валдис Крастиньш, в Музыкальной школе имени Эмиля Дарзиня под руководством Дауге занимался Раймонд Паулс.